# Nemaha County (Kansas)
Nemaha County je okres ve státě Kansas v USA. K roku 2010 zde žilo 10 178 obyvatel. Správním městem okresu je Seneca. Celková rozloha okresu činí 1 863 km². Byl pojmenován podle řeky Nemaha River.